# Дигидроортофосфат рубидия
Дигидроортофосфат рубидия — неорганическое соединение, кислая соль щелочного металла рубидия и ортофосфорной кислоты с формулой RbH2PO4, бесцветные кристаллы, хорошо растворимые в воде.

## Получение
- Нейтрализация концентрированной ортофосфорной кислоты разбавленным раствором гидроксида или карбоната рубидия до pH=4,5:

{\displaystyle {\mathsf {H_{3}PO_{4}+RbOH\ {\xrightarrow {}}\ RbH_{2}PO_{4}+H_{2}O}}}
{\displaystyle {\mathsf {2H_{3}PO_{4}+Rb_{2}CO_{3}\ {\xrightarrow {}}\ 2RbH_{2}PO_{4}+CO_{2}\uparrow +H_{2}O}}}
- Реакция гидрофосфата рубидия с фосфорной кислотой:

{\displaystyle {\mathsf {Rb_{2}HPO_{4}+H_{3}PO_{4}\ {\xrightarrow {}}\ 2RbH_{2}PO_{4}}}}
- Растворение в воде метафосфата рубидия с последующей перекристаллизацией:

{\displaystyle {\mathsf {RbPO_{3}+H_{2}O\ {\xrightarrow {}}\ RbH_{2}PO_{4}}}}

## Физические свойства
Дигидроортофосфат рубидия образует бесцветные кристаллы. При быстром охлаждении раствора выпадают моноклинные кристаллы.
При медленном охлаждении образуются кристаллы ромбической сингонии, параметры ячейки a = 0,491 нм, b = 0,635 нм, c = 1,506 нм.
Хорошо растворимы в воде, плохо в этаноле.
Является сегнетоэлектриком, точка Кюри 145,9°С.

## Химические свойства
- При нагревании образует смесь кислого пирофосфата и метафосфата рубидия:

{\displaystyle {\mathsf {RbH_{2}PO_{4}\ {\xrightarrow[{-H_{2}O}]{340^{o}C}}\ Rb_{2}H_{2}P_{2}O_{7},RbPO_{3}}}}
- Реагирует с щелочами:

{\displaystyle {\mathsf {RbH_{2}PO_{4}+RbOH\ {\xrightarrow {}}\ Rb_{2}HPO_{4}+H_{2}O}}}
{\displaystyle {\mathsf {RbH_{2}PO_{4}+2RbOH\ {\xrightarrow {}}\ Rb_{3}PO_{4}+2H_{2}O}}}
- Вступает в обменные реакции:

{\displaystyle {\mathsf {3RbH_{2}PO_{4}+3AgNO_{3}\ {\xrightarrow {}}\ Ag_{3}PO_{4}\downarrow +3RbNO_{3}+2H_{3}PO_{4}}}}